# Candidati alla presidenza degli Stati Uniti d'America per il Partito Democratico
Elenco dei candidati alla presidenza degli Stati Uniti per il Partito Democratico.

## Lista
| Anno elezioni | Risultato | Candidato presidente           | Stato                | Candidato vicepresidente | Stato                |
| ------------- | --------- | ------------------------------ | -------------------- | ------------------------ | -------------------- |
| 1828          | Vittoria  | Andrew Jackson                 | Tennessee            | John C. Calhoun          | Carolina del Sud     |
| 1832          | Vittoria  | Andrew Jackson                 | Tennessee            | Martin Van Buren         | New York             |
| 1836          | Vittoria  | Martin Van Buren               | New York             | Richard M. Johnson       | Kentucky             |
| 1840          | Sconfitta | Martin Van Buren               | New York             | Richard M. Johnson       | Kentucky             |
| 1844          | Vittoria  | James Polk                     | Tennessee            | George M. Dallas         | Pennsylvania         |
| 1848          | Sconfitta | Lewis Cass                     | Michigan             | William Butler           | Kentucky             |
| 1852          | Vittoria  | Franklin Pierce                | New Hampshire        | William R. King          | Carolina del Nord    |
| 1856          | Vittoria  | James Buchanan                 | Pennsylvania         | John C. Breckinridge     | Kentucky             |
| 1860          | Sconfitta | Stephen Douglas (Nordista)     | Illinois             | Herschel Johnson         | Georgia              |
| 1860          | Sconfitta | John C. Breckinridge (Sudista) | Kentucky             | Joseph Lane              | Oregon               |
| 1864          | Sconfitta | George B. McClellan            | New Jersey           | George H. Pendleton      | Ohio                 |
| 1868          | Sconfitta | Horatio Seymour                | New York             | Frank P. Blair Jr.       | Missouri             |
| 1872          | Sconfitta | Horace Greeley                 | New York             | Benjamin Gratz Brown     | Missouri             |
| 1876          | Sconfitta | Samuel Tilden                  | New York             | Thomas Hendricks         | Indiana              |
| 1880          | Sconfitta | Winfield Scott Hancock         | Pennsylvania         | William H. English       | Indiana              |
| 1884          | Vittoria  | Grover Cleveland               | New York             | Thomas Hendricks         | Indiana              |
| 1888          | Sconfitta | Grover Cleveland               | New York             | Allen G. Thurman         | Ohio                 |
| 1892          | Vittoria  | Grover Cleveland               | New York             | Adlai Stevenson          | Illinois             |
| 1896          | Sconfitta | William Jennings Bryan         | Nebraska             | Arthur Sewall            | Maine                |
| 1900          | Sconfitta | William Jennings Bryan         | Nebraska             | Adlai Stevenson          | Illinois             |
| 1904          | Sconfitta | Alton Brooks Parker            | New York             | Henry G. Davis           | Virginia Occidentale |
| 1908          | Sconfitta | William Jennings Bryan         | Nebraska             | John W. Kern             | Indiana              |
| 1912          | Vittoria  | Woodrow Wilson                 | New Jersey           | Thomas R. Marshall       | Indiana              |
| 1916          | Vittoria  | Woodrow Wilson                 | New Jersey           | Thomas R. Marshall       | Indiana              |
| 1920          | Sconfitta | James M. Cox                   | Ohio                 | Franklin D. Roosevelt    | New York             |
| 1924          | Sconfitta | John W. Davis                  | Virginia Occidentale | Charles W. Bryan         | Nebraska             |
| 1928          | Sconfitta | Al Smith                       | New York             | Joseph T. Robinson       | Arkansas             |
| 1932          | Vittoria  | Franklin D. Roosevelt          | New York             | John Nance Garner        | Texas                |
| 1936          | Vittoria  | Franklin D. Roosevelt          | New York             | John Nance Garner        | Texas                |
| 1940          | Vittoria  | Franklin D. Roosevelt          | New York             | Henry A. Wallace         | Iowa                 |
| 1944          | Vittoria  | Franklin D. Roosevelt          | New York             | Harry S. Truman          | Missouri             |
| 1948          | Vittoria  | Harry S. Truman                | Missouri             | Alben Barkley            | Kentucky             |
| 1952          | Sconfitta | Adlai Stevenson II             | Illinois             | John Sparkman            | Alabama              |
| 1956          | Sconfitta | Adlai Stevenson II             | Illinois             | Estes Kefauver           | Tennessee            |
| 1960          | Vittoria  | John F. Kennedy                | Massachusetts        | Lyndon Johnson           | Texas                |
| 1964          | Vittoria  | Lyndon Johnson                 | Texas                | Hubert Humphrey          | Minnesota            |
| 1968          | Sconfitta | Hubert Humphrey                | Minnesota            | Edmund Muskie            | Maine                |
| 1972          | Sconfitta | George McGovern                | Dakota del Sud       | Sargent Shriver          | Maryland             |
| 1976          | Vittoria  | Jimmy Carter                   | Georgia              | Walter Mondale           | Minnesota            |
| 1980          | Sconfitta | Jimmy Carter                   | Georgia              | Walter Mondale           | Minnesota            |
| 1984          | Sconfitta | Walter Mondale                 | Minnesota            | Geraldine Ferraro        | New York             |
| 1988          | Sconfitta | Michael Dukakis                | Massachusetts        | Lloyd Bentsen            | Texas                |
| 1992          | Vittoria  | Bill Clinton                   | Arkansas             | Al Gore                  | Tennessee            |
| 1996          | Vittoria  | Bill Clinton                   | Arkansas             | Al Gore                  | Tennessee            |
| 2000          | Sconfitta | Al Gore                        | Tennessee            | Joe Lieberman            | Connecticut          |
| 2004          | Sconfitta | John Kerry                     | Massachusetts        | John Edwards             | Carolina del Sud     |
| 2008          | Vittoria  | Barack Obama                   | Illinois             | Joe Biden                | Delaware             |
| 2012          | Vittoria  | Barack Obama                   | Illinois             | Joe Biden                | Delaware             |
| 2016          | Sconfitta | Hillary Clinton                | New York             | Tim Kaine                | Virginia             |
| 2020          | Vittoria  | Joe Biden                      | Delaware             | Kamala Harris            | California           |
| 2024          | Sconfitta | Kamala Harris                  | California           | Tim Walz                 | Minnesota            |